# Louis Haghe

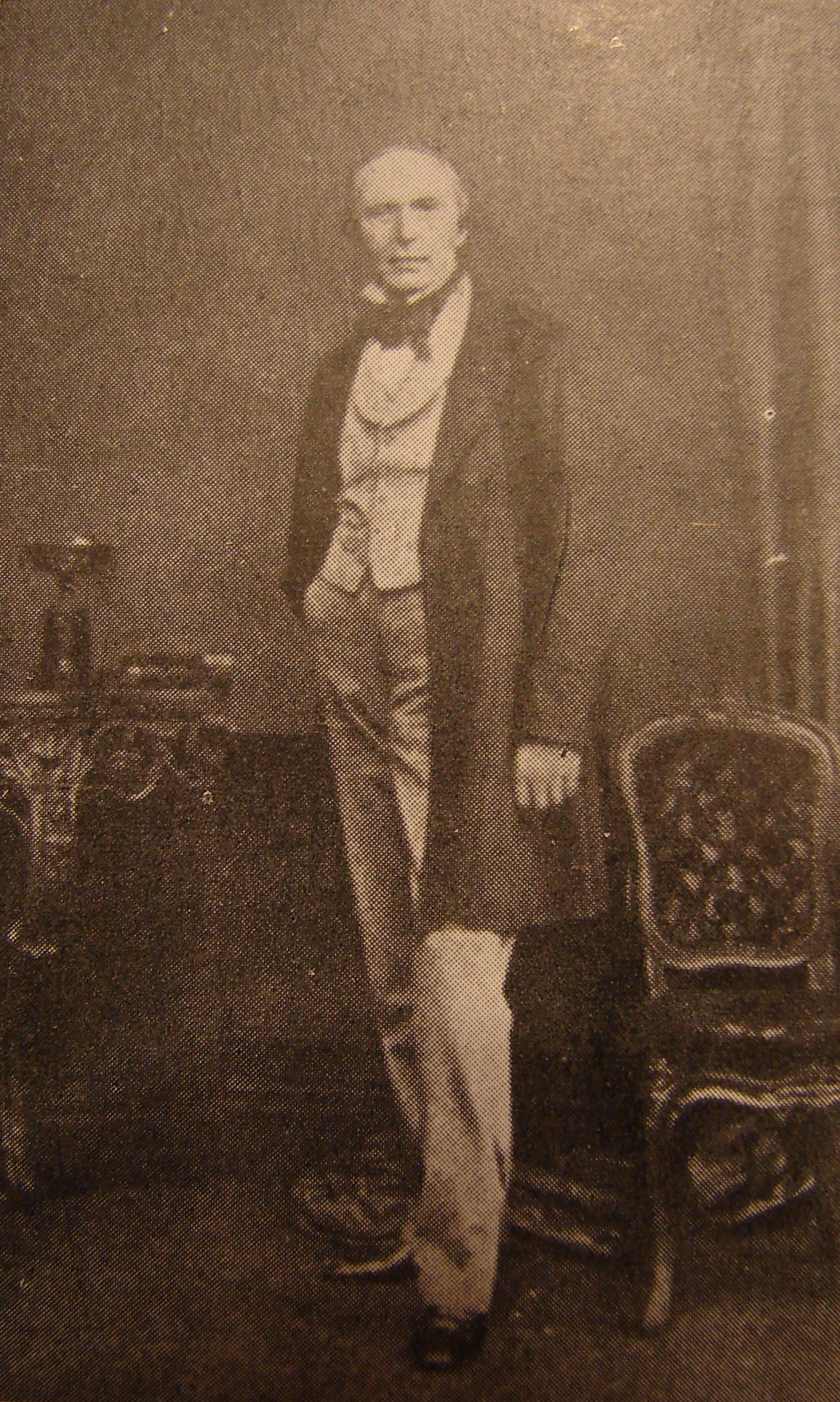
Louis Haghe (1923)

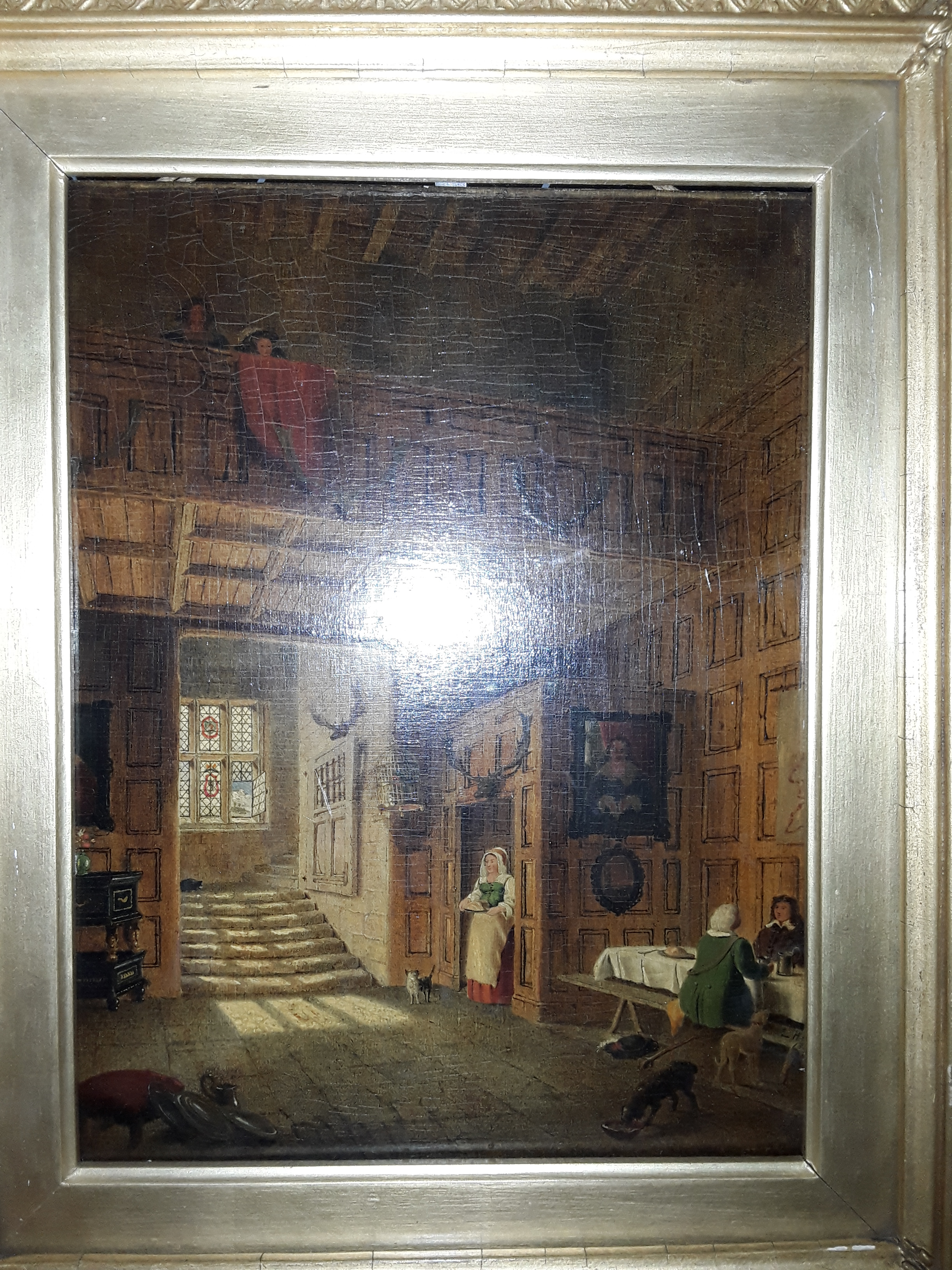

Louis Haghe (* 17. März 1806 in Tournai; † 9. März 1885 in Stockwell, heute London) war ein belgischer Lithograf, Aquarellmaler, Architekt und Maler.

## Leben
Der berufliche Weg von Louis Haghe in der bildenden Kunst wurde durch seinen Vater bestimmt. Der war Architekt und erteilte ihm auch den ersten Unterricht. Später wandte sich Haghe auf Veranlassung de la Barrières, eines ehemaligen französischen Emigranten, dem Landschaftsfach zu und erstellte verschiedene Steinzeichnungen für dessen malerische Ansichten aus Belgien. Als sein früher Lehrer wird auch der Lithograf Antoine Dewasme-Plétinckx genannt.  
1832 ging Haghe nach London und arbeitete für das lithografische Institut von Day and Son viele Jahre lang an den vom Institut herausgegebenen Prachtwerken über Spanien und Portugal, Belgien und Deutschland, Ägypten und Nubien. Nebenher widmete er sich der Aquarellmalerei, und das kräftige, glänzende Kolorit seiner Bilder fand großen Anklang. Seine Darstellungen zeichneten sich außerdem durch die reiche Figurenstaffage in der Mode des 16. oder 17. Jahrhunderts aus. Eine seiner ersten und zugleich bedeutendsten Arbeiten war 1839 der „Kriegsrat in Courtray“ (Nationalgalerie in London). Ab 1856 wandte er sich mit weniger Glück auch der Ölmalerei zu.
Von seinen vielen Reisen auf den Kontinent brachte Haghe eine umfangreiche Sammlung von Architekturzeichnungen, vornehmlich Interieurs älterer Bauwerke mit, z. B. den Chor von Santa Maria Novella in Florenz, das Innere der Halle in Brügge und des Markusdoms in Venedig, eine Partie der St.-Bavo-Kathedrale in Gent, eine flämische Schenke, den Hof des Hotels Tiberio auf Capri, das Innere des Petersdoms in Rom und die Sixtinische Kapelle. Eine Reihe dieser Ansichten veröffentlichte er von 1840 bis 1850 in einer dreiteiligen Serie „Zeichnungen aus Belgien und Deutschland“.
1847 wurde er zum Mitglied der Académie royale des Sciences, des Lettres et des Beaux-Arts de Belgique (Classe des Beaux-Arts) gewählt.
Louis Haghe wurde Mitglied und später Präsident des Royal Institute of Painters in Water Colours in London und starb am 9. März 1885 in der Stadt, in der er hauptsächlich gelebt und gearbeitet hatte.

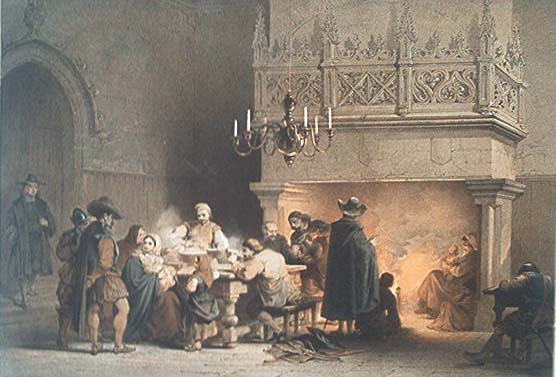

## Werke (Auswahl)
- Die Ruinen von Baalbek, Lithografie nach einem Aquarell von David Roberts, 1838–1839, Illustration aus The Holy Land, Syria 1842–1849, London, Victoria und Albert Museum
- (Louis) Haghe’s portfolio of sketches: Belgium, Germany 1850.  Thos. Mc. Lean, London 1850 (Digitalisat)
- The Dining Hall, signiert und datiert 1845, flämisches Interieur,  Öl auf Holz, absolut feinst gemaltes Frühwerk seiner Ölmalerei, erworben 1995 in England, aktuell im Privatbesitz eines Geschäftsmannes in Odersbach a. d. Lahn